# Koninklijke Harmonie "St. Cecilia" Stokkem
De Koninklijke Harmonie "St. Cecilia" Stokkem werd in 1845 opgericht en behoort tot de oudste harmonieorkesten in Belgisch Limburg. Stokkem is een deelgemeente van de fusiegemeente Dilsen-Stokkem.

## Geschiedenis
Sinds de oprichting en ondanks de twee wereldoorlogen heeft zich dit harmonieorkest muzikaal verder ontwikkeld. In 1895 verwierf de harmonie het recht zich Koninklijke Harmonie te noemen. Na de Tweede Wereldoorlog werd er succesrijk aan vele wedstrijden deelgenomen. Vele 1e prijzen, meestal met lof van de Jury, gaf het op nationale wedstrijden, waar men ook meer dan 20 keer als laureaat naar Stokkem terugkwam. Hoogtepunten in het verenigingsleven waren onder andere de Internationale Wedstrijden te Oostende, te Brussel en te Pepinster, het Nationaal Kampioenschap te Anderlecht, het winnen van de gouden medaille van de stad Antwerpen en het International Festival in Dublin, Ierland in 1980. In 1985 werd men wederom Kampioen van België in Neerpelt. Eveneens in 1985 won men in Luxemburg de gouden medaille van de CISM. In 1988 won het orkest in Trier, Duitsland een ereprijs. Eveneens een ereprijs won het orkest in 1992 in Peer.
Het orkest deed concertreizen naar Frankrijk, Duitsland, Luxemburg en Ierland. Naast opnames voor de BRT werden ook radio-opnames in Nederland en in Ierland gemaakt.
Het orkest verzorgt jaarlijks meerdere concerten in België.

## Dirigenten
- 1845-1860 Jan Jacob Gruyters
- 1860-1875 Dhr. Leenders
- 1875-1909 Louis Croonenbergs
- 1909-1912 Frans Meert
- 1912-1959 Guillaume Pörteners
- 1959-1996 Jacques Ubaghs
- 1996-2003 Michel Ubaghs
- 2003-2013 Cathy Penné
- 2012-2014 Joost Vrolix
- 2014-2022 Jos Verjans
- 2022-2024 Michel Ubaghs
- 2024-.......  ????